# Brody (powiat turecki)
Brody – wieś w Polsce położona w województwie wielkopolskim, w powiecie tureckim, w gminie Malanów, wchodzi w skład sołectwa Kotwasice.
Wieś położona jest w zachodniej części gminy Malanów. Zamieszkuje ją 78 osób.
Nazwa prawdopodobnie pochodzi od słowa „bród” oznaczającego przejście przez rzekę, bagna lub teren podmokły. Wieś leży w podmokłej dolinie, przez którą przechodziła od dawna droga z Kotwasic do Dzierzbina. Obecnie dolina jest osuszona, co zaciera znaczenie nazwy.
W latach 1975–1998 miejscowość należała administracyjnie do województwa konińskiego.